# Красный (Неклиновский район)
Кра́сный — хутор в Неклиновском районе Ростовской области.
Входит в состав Андреево-Мелентьевского сельского поселения.

## Население
| 2010 |
| ---- |
| 50   |

## Улицы
- пер. Луговой,
- пер. Сиреневый,
- ул. Соловьиная.